# 宰也街
40°42′52″N 73°59′53″W / 40.714354°N 73.998102°W

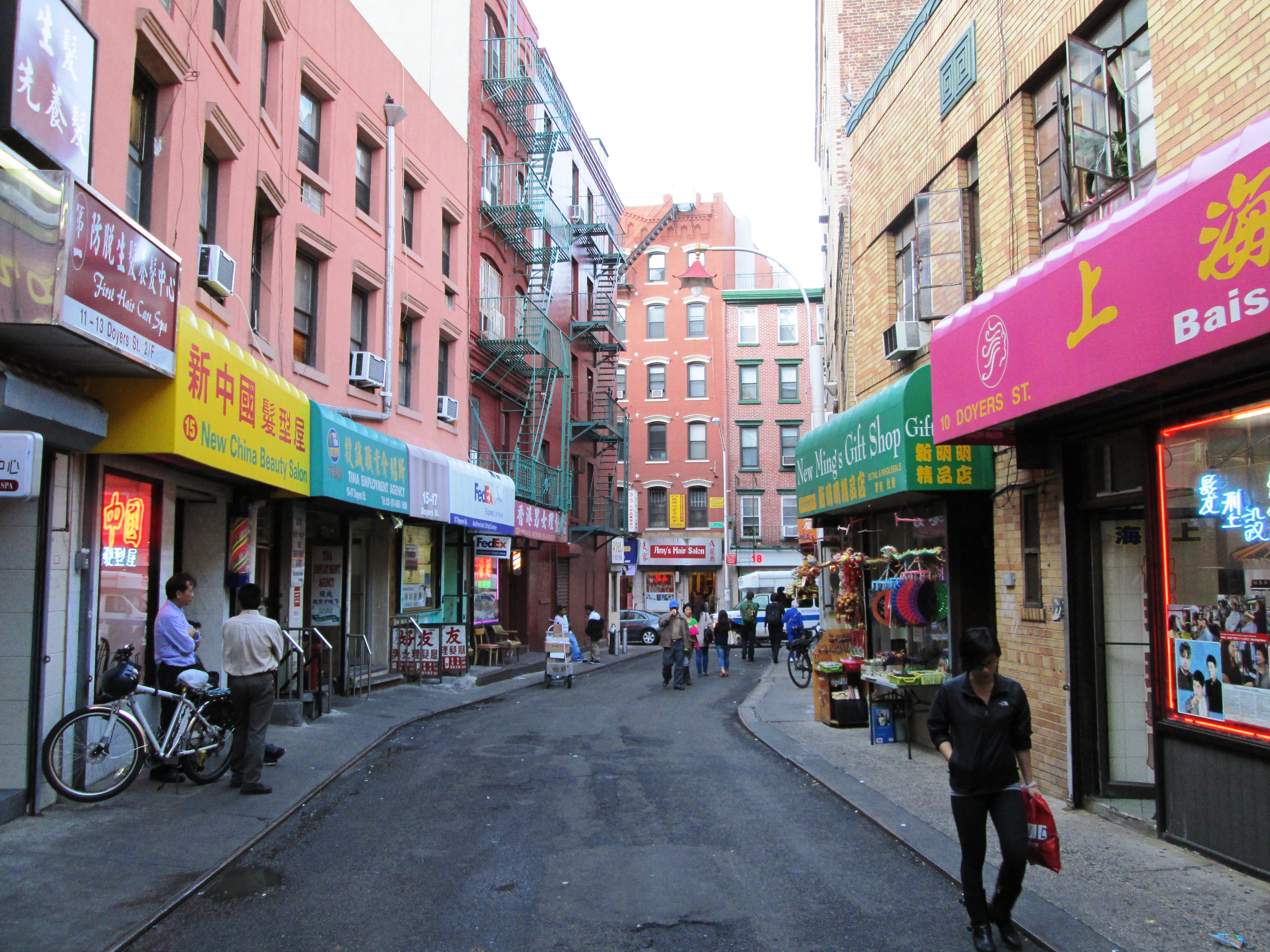
宰也街

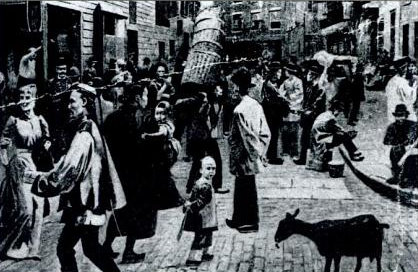
宰也街，1898年

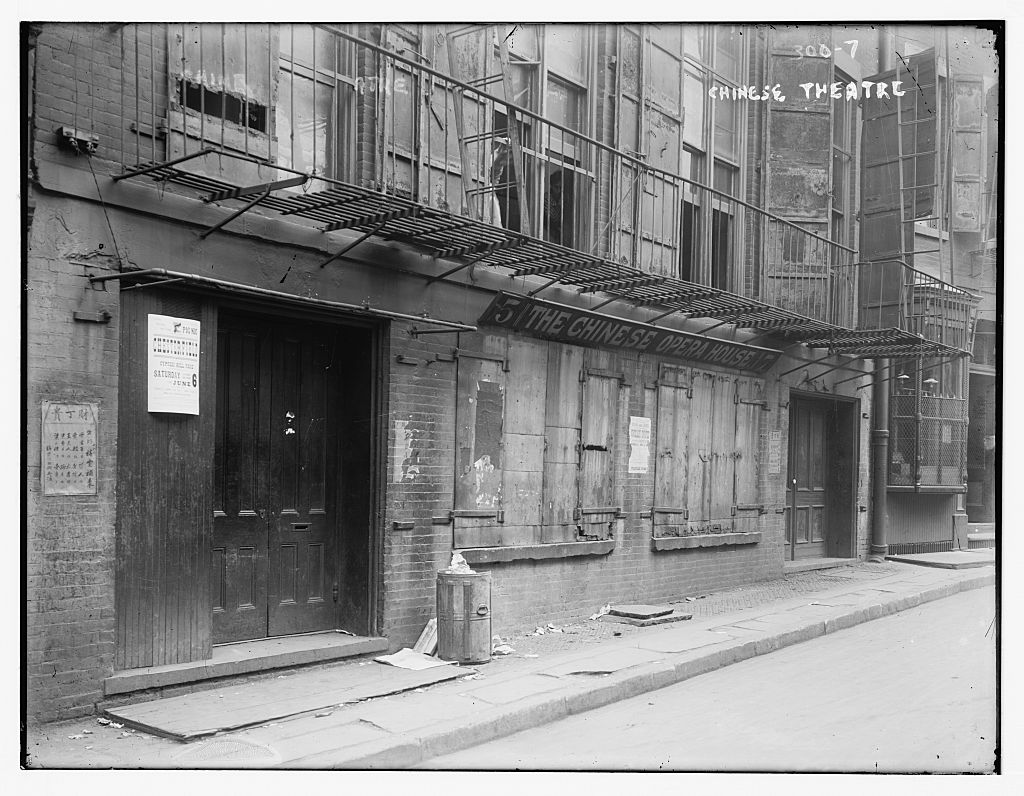
早期华人剧院

宰也街（Doyers Street）是美國纽约市曼哈顿區的街道，位于曼哈顿华埠的心脏。它长200英尺（61），即一个街块，中间有一个尖锐的弯曲。这条街从披露街（Pell Street）向南，然后折向东南，到达包厘街、且林士果和 地威臣街的交叉口。这条街上有几家餐馆、理发店和发型师，以及美国邮政服务的唐人街分店。宰也街13号的Nom Wah茶室于1927年开业，目前仍在运营；另一个老店是宰也街18号的Ting's 礼品店。電影秋天的童話曾在此取景。